# Пламенка Ђого Вулић
Пламенка Ђого Вулић (Мостар, 11. октобар 1954) јесте српска књижевница. Пише поезију, приповетке и књижевну критику. 

## Биографија
Основно образовање и гимназију завршила је у Стоцу, српскохрватски језик и југословенску књижевност студирала на Филозофском факултету у Сарајеву, а дипломирала на Катедри за српски језик и књижевност у Источном Сарајеву. Дуже од деценију радила је у банкарству у Сарајеву, од 1993. до 1998. године живела је и радила у Москви, потом у образовању у Београду, где и данас ради. Књижевношћу се бави од гимназијских дана у столачкој гимназији, када је за своје радове добила и награду сарајевских „Вечерњих новина“ за причу (1968) и Сусрета „А. Б. Шимић“ за поезију (1972). Године 2017. добија две прве награде – за поезију (Јесењи песнички маратон, Банатски Карловац) и за прозу (Мајски сусрети 2017, Сцена Црњански, Београд). Као награду за прво место на „Јесењем песничком маратону 2017“ добија штампање збирке песама Капљице светлости. Од 2002. до 2008. године уређује лист за децу „Пламичак“ Основне школе „Браћа Јерковић“ у Београду. Поезијом и прозом заступљена је у зборницима и изборима српске поезије и приповетке.
Живи у Београду и радила је као професор у школи. Члан је Удружења књижевника Србије.

## Награде
- Књижевна награда "Милорад Калезић", за најбољу књигу у 2020. години, 2021.

## Дела
- Огрлица од сећања, песме, Архиепископија београдско-карловачка СПЦ, 2014;
- Гласно ћутање, песме, Свет књиге, Београд, 2016;
- Капљице светлости, песме, Центар за културу Алибунар, Дом културе Банатски Карловац, 2018;
- Небо из мог видокруга, приче, Креативна радионица Балкан, Београд, 2018;
- Из тишине, песме, Српско уметничко друштво "Београд", Београд, 2020;
- Уснуле траве, песме, Београдски књижевни салон, 2024;